# Eragon
Eragon je fantasy román Christophera Paoliniho, první díl pentalogie Odkaz Dračích jezdců. Vypráví o mladíkovi Eragonovi, který nalezne kouzelný kámen v horách, z něhož se vyklube dračí mládě a jeho obyčejný život se převrátí naruby ze dne na den. Je nucen převzít odpovědnost za osud království, v němž vládne zlý a krutý král Galbatorix. Vypravuje se na cestu se svým učitelem Bromem a zažívá spoustu dobrodružství. V prvé řadě hodlá vystopovat ra'zaky (královy posluhovače), kteří zabili jeho strýce – vychovatele – a v neposlední řadě ochránit obyvatele tolik sužované země. Eragon má však před sebou dlouhou cestu, neboť jeho dosavadní schopnosti nejsou ještě tak velké, aby mohl vzdorovat takto silným nepřátelům. 
Přestože autor nepřinesl do žánru fantasy žádný nový zásadní prvek a pro dějová schémata i postavy a rasy našel inspiraci u jiných autorů (Tolkienův „Pán prstenů“, „Hvězdné války“ G. Lucase, Ursula K. Le Guinová „Čaroděj Zeměmoří“), jde o dílo pozoruhodně propracované, zejména s přihlédnutím k věku autora, který Eragona začal psát již v 15 letech.

## Děj
Eragon, mladý, ale zdatný farmář, jehož jméno nesli pouze dva lidé v historii (první Dračí jezdec v historii), se vydal na lov, protože on, jeho strýc Gero a bratranec Roran nemají dostatek peněz na jídlo. Proto vyráží do Dračích hor ulovit nějaké zvíře, aby netrpěli hlady. Najednou narazí na stádo srn, tak se je rozhodne stopovat. Když je nalezne, namíří lukem na jednu z nich a vystřelí šíp, který však svůj cíl nenašel, protože stádo vyplašil zvláštní záblesk. Když se šel Eragon podívat, co to bylo zač, uviděl na zemi velký modrý oválný kámen. Tak si jej vzal s sebou, do své rodné vesnice – Carvahallu. Tam jej zkouší vyměnit za maso u řezníka Slouna, který když zjistí, že je ten kámen z Dračích hor, tak Eragona vyžene ze svého obchodu. Tak se Eragon vrátil domů (pár mil od Carvahallu), kde se divili, že nic neulovil, protože věděli, že je Eragon výborný lovec.
V noci se Eragon probudil, protože uslyšel podivné zvuky ve svém pokoji. Když se probral nemohl uvěřit tomu, co viděl: modrý kámen se kýval a kutálel ze strany na stranu. Po chvíli praskl a Eragon zjistil, že to není kámen, ale dračí vejce. Když se malý dráček vyklubal, zkoumal chvilku okolí a pak se zarazil, když uviděl Eragona. Přiblížil se k němu a dotkl se svým čumákem Eragonovy ruky, když to udělal, Eragon se svalil bolestí na postel. Když bolest po pár minutách ustala, podíval se na svou ruku a uviděl stříbrnou značku. Ráno Eragon uviděl, jak se dráček dívá z okna ven. Řekl si, že ho doma nechat nemůže; co by na to řekl Roran s Gerem? Proto vzal draka do lesa a tam mu postavil domeček na stromě a dovnitř mu dal nějaké jídlo. Každý den za drakem chodil do blízkého lesa a pozoroval jej, jak roste. Jednoho dne zjistil, že může slyšet drakovy myšlenky a naopak, tak spolu začali komunikovat. Proto také zjistil, že to není drak, ale dračice. Eragon jí vybral jméno Safira (jedno z mnoha jmen, které mu pověděl místní vypravěč Brom).
Král Galbatorix pošle ra'zaky, aby získali dračí vejce a Eragona. Když na farmu dorazili, byl Eragon naštěstí pryč a Roran také nebyl doma, protože se vydal do světa vydělat peníze, aby si mohl vzít řezníkovu dceru Katrinu. Doma byl jenom Gero, strýc Eragona. Ra'zakové farmu zapálili a Gera v ní nechali zraněného. Gero poté na zranění umírá u léčitelky Gertrudy.
Eragon se musel vydat pryč, aby se pomstil ra'zakům a odlákal královu pozornost od Carvahallu. Společně s ním se na cestu vydává i vypravěč Brom (Eragon později zjistí, že také býval jezdec). Po cestě naučí Brom Eragona bojovat, ale také, jak správně používat kouzla a starat se o draka. Když už to vypadá, že ra´zaky dopadnou v Dras-Leoně, ra´zakové je místo toho překvapí a zajmou je. V noci Eragona zachrání Murtagh, ra'zakové ale zabijí Broma, který se obětoval, aby Eragon přežil.
Poté chtějí uprchnout z království, ale v Gil´eadu, severovýchodním militantním městě Království Eragona zajmou. Ve vězení se nachází Galbatorixovi sloužící Stín (nesmírně silný černokněžník posedlý mnoha duchy) jménem Durza, jež Eragona krátce navštíví. Jezdec zjistí, že žena z jeho snů – Arya – je též zajata v místním žaláři a mučena Durzou; dozví se také, že se jedná o elfku. Eragonovi pomohou uprchnout Murtagh a Safira. Aryu berou s sebou. Zjišťují, že Stín však Aryu otrávil, avšak elfka ve spojení mysli sdělila Eragonovi, že se musí dostat do Beorských hor na jihu, aby zde našli nepřítele království – Vardeny (elf. Strážce). Překonají poušť Hadarak, přičemž se nevyhnou dalším potížím.
Nakonec se skrze Beorské hory přece jen dostanou k Vardenům. Vstoupí do trpasličího města Tronjheim, ležícího pod horou Farthen Dûr, kde se nachází útočiště Vardenů. Tam je zčásti nečeká příliš vřelé uvítání, protože se zde setkají s dvěma čaroději (Dvojčaty), kteří Eragona přinutí, aby se podrobil zkoušce mysli. Murtagh, který zkoušku odmítl, se nakonec ocitne v cele, protože vůdce Vardenů Ažihad pozná, že je to syn prvního a nejhoršího z křivopřísežníků – Morzana. Murtagh prokáže své dobré úmysly a snahu očistit své jméno, takže je opět propuštěn. Eragon se v Tronjheimu setká s Ažihadovou dcerou Nasuadou, jež se v budoucnu stane významnou postavou Odkazu Dračích jezdců. Mladý Jezdec se seznámí s trpasličí kulturou, svede cvičný souboj s Aryou, jíž byl podán lék na Stínův jed, a dozví se, že k Farthen Dûru míří nepřítel. Asi o měsíc později je tak svedena velká bitva – proti sobě nastoupili Vardenové a vojsko Urgalů (tvorů s rohy, již připomínají Tolkienovy Skuruty, které ovládl Durza) v čele se Stínem samotným. Po těžkém boji Vardenové bitvu vyhráli, Eragon s pomocí Safiry a Aryi zabil Durzu, a při tomto činu byl poničen trpasličí klenot, hvězdný safír – Isidar Mithrim. Stín Eragona těžce zranil na zádech a toto zranění Jezdce poté nějakou dobu nepříjemně sužovalo. Eragon si svým činem vydobyl své známé přízvisko Stínovrah. V době po bitvě se mu zjevil v myšlenkách elf, zvoucí jej do útočiště elfů v lesích Du Weldenvarden, a praví, že tam Eragon nalezne pokoj a bude zde vycvičen.